# Силвер Лејк (округ Есекс, Њу Џерзи)
Силвер Лејк (енгл. Silver Lake, Essex County) насељено је место без административног статуса у америчкој савезној држави Њу Џерзи.

## Демографија
По попису из 2010. године број становника је 4.243.
| Група             | 2000.    | 2010.         |
| Белци             | 0 (0,0%) | 1.229 (29,0%) |
| Афроамериканци    | 0 (0,0%) | 445 (10,5%)   |
| Азијати           | 0 (0,0%) | 536 (12,6%)   |
| Хиспаноамериканци | 0 (0,0%) | 2.000 (47,1%) |
| Укупно            | 0        | 4.243         |